# Gerald Ferguson
Gerald Ferguson (* 29. Januar 1937 in Cincinnati, Ohio, USA; † 8. Oktober 2009 in Halifax, Kanada) war ein US-amerikanisch-kanadischer Maler, Konzeptkünstler und Hochschullehrer.

## Leben
Ferguson besuchte das Wilmington College in Wilmington und machte dort 1962 den Abschluss als Bachelor of Science. 1966 schloss er an der Ohio University in Athens als Master of Fine Arts (MFA) ab. Am Wilmington College war er 1965 bis 1967 tätig, bevor er in den Jahren 1967 und 1968 am Kansas City Art Center in Kansas City (Missouri) lehrte. 1968 erfolgte ein Ruf an das Nova Scotia College of Art and Design (NSCAD) in Halifax im kanadischen Nova Scotia, wo er bis zu seiner Emeritierung im Jahre 2006 arbeitete.
In der Zeit am NSCAD entwickelte sich das College als ein wichtiges Zentrum der Konzeptkunst, wie es von der US-amerikanischen Kunstgeschichtlerin Lucy R. Lippard in ihrem Werk Six Years: The Dematerialization of the Art Object from 1966 to 1977 aus dem Jahre 1973 geschildert wird.
Von 1972 bis 1973 war Ferguson Gastprofessor am California Institute of the Arts in Valencia.

## Auszeichnungen
- 1996: Molson Prize des Canada Council for the Arts für das Jahr 1995.

## Werke in öffentlichen Sammlungen
- Dalhousie Art Gallery, Halifax, Nova Scotia, Kanada
- Art Gallery of Ontario, Toronto
- Vancouver Art Gallery, Vancouver, British Columbia
- Winnipeg Art Gallery, Winnipeg, Saskatchewan, Kanada
- National Gallery of Canada, Ottawa, Kanada
- Museum of Modern Art (MOMA), Manhattan, New York City
- Muzeum Sztuki w Łodzi, Łódź, Polen